# فرط تنسج الكظرية الخلقي
فرط تنسج الكظرية الخلقي هو مرض وراثي يؤثر على وظائف الغدة الكظرية في إفرازها لهرموناتها بدرجات متفاوتة. وفي أغلب الحالات يصاب الطفل المريض بهبوط حاد في الضغط وجفاف وضعف واضطراب في ضربات القلب ولربما توقف عمل القلب والوفاة. وفي حالة المواليد الإناث قد تظهر تشوهات بالأعضاء التناسلية الخارجية.

## آلية المرض
توجد بالجسم غدتان كُظْريتان، واحدة فوق كل كلية وتتكون كل غدة من جزء داخلي يسمى اللب وغلاف خارجي يسمى القشر.
يفرز الجزء الداخلي من الغدة هرمونين وهما الأدرينالين والنورأدرينالين ويعملان إجمالا لتهيئة الجسم للتغيرات المرافقة لحالات الطوارئ، عندما يتعرض الإنسان لخوف أو مقاتلة أو غضب. ويفرز الجزء الخارجي كل من الكورتيزول المسؤول عن تنظيم ضغط الدم وتنظيم غلوكوز الدم، والألدوستيرون المسؤول عن الحفاظ على نسبة السوائل في الجسم وبالتالي الحفاظ على ضغط الدم، وبعضًا من الهرمونات الجنسية المهمة لتكوين ووظيفة الأعضاء التناسلية في الذكر والأنثى. ويتم تصنيع هذه الهرمونات بعمليات معقدة وبمساعدة إنزيمات معينة.
في هذه الحالة المرضية يكون واحد أو أكثر من هذه الإنزيمات غائبًا أو ناقصًا بدرجات متفاوتة مما يصنع اضطرابًا في تصنيع الهرمونات. وحسب الإنزيم الغائب يمكن تصنيف مرض تضخم الغدة الكظرية الخلقي إلى :
- تضخم الغدة الكظرية الخلقي بسبب نقص إنزيم 21 - هيدروكسيليز Congenital adrenal hyperplasia due to 21-hydroxylase deficiency
- تضخم الغدة الكظرية الخلقي بسبب نقص إنزيم بيتا- هيدروكسي ديهايدروجيزينز Congenital adrenal hyperplasia due to 3 beta-hydroxysteroid dehydrogenase deficiency
- تضخم الغدة الكظرية الخلقي بسبب نقص إنزيم 11 بيتا هيدروكسيليز Congenital adrenal hyperplasia due to 11β-hydroxylase deficiency
- تضخم الغدة الكظرية الخلقي بسبب نقص إنزيم 17 ألفا هيدروكسيليز Congenital adrenal hyperplasia due to 17 alpha-hydroxylase deficiency

ويعد أول نوع هو الأكثر حدوثًا بنسبة 95% وفيه يختفي تمامًا أو ينقص إنزيم 21 - هيدروكسيليز اللازم لتصنيع هرمون الكورتيزول اللازم لرفع سكر الدم وضغط الدم و الألدوستيرون اللازم للاحتفاظ بعنصر الصوديوم في الدم والتخلص من عنصر البوتاسيوم . ولكنه لا دور له في تصنيع الهرمونات الجنسية. وبنقصه ينقص الهرمونين في الدم وتحدث العديد من الأعراض الخطيرة.
تتحكم الغدة النخامية في إفرازات الغدة الكظرية بإفراز هرمون منشط يسمى الهرمون الموجه لقشر الكظر (ACTH). وعندما تستشعر الغدة النخامية نقص افراز هرموني الكورتيزول والألدوستيرون من الغدة الكظرية فإنها تزيد من الهرمون المنشط مما يزيد من عمل الغدة كلها ويزيد من حجمها أيضًا ساعيًا إلى تصحيح الوضع. ولكن بسبب غياب الإنزيم الهام 21 - هيدروكسيليز يستمر فشل الغدة في تصنيع الكورتيزول والألدوستيرون بينما يرتفع تصنيع الهرمونات الجنسية.
وكنتيجة نهائية يعاني المريض من نقص الكورتيزول وبالتالي هبوط الضغط ومعدل السكر في الدم، ونقض الألدوستيرون وبالتالي نقص الصوديوم وارتفاع البوتاسيوم في الدم، وزيادة الهرمونات الجنسية وبالتالي تشوه الأعضاء والوظائف الجنسية.
أما في الأنواع الأخرى من المرض فتختلف الإنزيمات المفقودة أو الناقصة وبالتالي تختلف اضطرابات الهرمونات والأعراض وحدّتها
وهذا جدول يوضح تغير معدلات الهرمونات حسب نوع المرض.
| اسم المرض                                                              | %        | الكورتيزول والألدوستيرون | الهرمونات الجنسية (أندروجين) |
| ---------------------------------------------------------------------- | -------- | ------------------------ | ---------------------------- |
| تضخم الغدة الكظرية الخلقي بسبب نقص إنزيم 21 - هيدروكسيليز              | 90-95%   | ↓                        | ↑                            |
| تضخم الغدة الكظرية الخلقي بسبب نقص إنزيم بيتا- هيدروكسي ديهايدروجيزينز | 5%       | ↑                        | ↑                            |
| تضخم الغدة الكظرية الخلقي بسبب نقص إنزيم 11 بيتا هيدروكيليز            | نادر جدا | ↓                        | ↓                            |
| تضخم الغدة الكظرية الخلقي بسبب نقص إنزيم 17 ألفا هيدروكسيليز           | نادر جدا | ↑                        | ↓                            |

## الأعراض

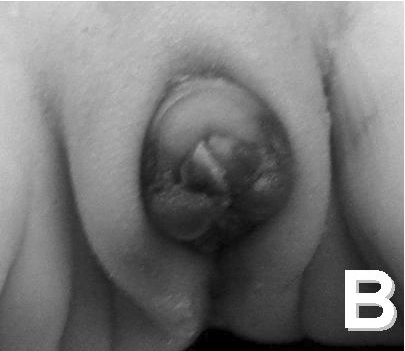
أعضاء تناسلية مشوهة

تختلف الأعراض وحدتها وتوقيت ظهورها من نوع إلى آخر حسب التصنيف السابق، ولكن في المجمل فإنها تتلخص في :
- أعراض بسبب نقص الكورتيزون: فقد الأملاح وهبوط حاد في ضغط الدم، إرهاق, فقد الشهية، خمول, زيادة في البقع الجلدية، الرغبة الزائدة في تناول الملح
- أعراض بسبب زيادة هرمون الذكورة: وتحدث في كلى الجنين وتؤدي إلى تشوهات وتضخم الاعضاء التناسليه لدى المواليد الإناث وبلوغ مبكر لدى الأطفال الذكور
- أعراض بسبب اضطراب هرمون الألدسترون وتتمثل في اضطراب ضغط الدم والقيء والجفاف.

## التشخيص
يعتمد التشخيص على التاريخ المرضي للطفل ولأسرته، والفحص السرير. بالإضافة إلى بعد الاختبارات للتأكد من التشخيص منها :
- نسبة الصوديوم والبوتاسيوم في الدم
- نسبة هرمون الكورتيزول في الدم
- نسبة الإنزيمات التي يعتقد بأنها غائبة أو ناقصة

ومن الضروري جداً عمل اختبار الكروموسومات للتأكد من جنس المولود في حالة تشوه الأعضاء الجنسية الخارجية.
كذلك يحتاج هذا الطفل إلى عمل أشعات الموجات الفوق صوتية على البطن والحوض لإثبات وجود الرحم والمبايض لدى الإناث والتأكد من عدم وجود أعضاء تناسلية داخلية أنثوية لدى الذكور .
كذلك يحتاج المولود لعمل أشعة لليد أو مفصل الركبة لتحديد العمر الحقيقي لهذا الطفل في حالات تأخر أو اضطراب النمو.

## المسح
في الولايات المتحدة الأمريكية و40 دولة أخرى من بينها المملكة العربية السعودية  يجرى تحليل إجباري لكل طفل مولود فور ولادته للتأكد من عدم إصابة الطفل بمرض تضخم الغدة الكظرية الخلقي. يهدف هذا النحليل إلى الوصول إلى التشخيص المبكر وبالتالي العلاج المبكر وتجنب المضاعفات الخطيرة ومنها الوفاة.

## معدلات الانتشار
يتباين معدل انتشار مرض تضخم الغدة الكظرية الخلقي من مكان إلى آخر ويزداد في المناطق التي تسمح بزواج الأقارب، فيحدث في السعودية بنسبة مريض لكل 1000 مولود. ويحدث في قوقازيي الولايات المتحدة الأمريكية بنسبة مريض لكل 15.000 طفل.

## الوقاية
نظرًا لكونه مرضًا وراثيًا فإنه في حال اصابة أحد الأبوين أو وجود تاريخ عائلي يفضل أخذ الاستشارة الوراثية قبل الزواج أو الحمل، ويمكن التشخيص خلال الأشهر الثلاثة الأولى من خلال أخذ العينات زغابة المشيمي وفحصها 
, ويمكن التشخيص في الثلث الثاني من الحمل عن طريق قياس الهرمونات في السائل الذي يحيط بالجنين. وهي اختبارات تجرى في حالات محددة وليس بشكل روتيني.